# Szariwka (obwód chmielnicki)
Szariwka (ukr. Шарівка, pol. Szarawka) – wieś na Ukrainie, w obwodzie chmielnickim, w rejonie jarmolińskim, niedaleko miasta Chmielnicki na Ukrainie, 250-300 km na wschód od Lwowa.

## Historia
Wieś była własnością Firleja. Następnie dobra królewskie nadane Bernardowi Pretwiczowi (ok.1500-1563), staroście barskiemu i trembowelskiemu przez królowę Bonę w roku 1539, w kolejnych latach jego syna Jakuba (1543-1613), wojewody podolskiego i posła na sejm województwa podolskiego, który został pochowany w Szarawce. Jeszcze w poł. XIX w. istniało w kościele dominikańskim poświęcone mu epitafium. Mimo swej rozległej działalności politycznej i wojskowej, Bernard Pretwicz najchętniej przebywał w Szarawce, którą po spaleniu przez Tatarów w 1567 odbudował. W Szarawce, stanął również klasztor dominikanów fundacji Pretwicza. W połowie XIX wieku kościół dominikański uległ kasacji, i zamieniony został przez władze carski na cerkiew prawosławną (zob. cerkiew w Szarawce). 
Po wygaśnięciu linii podolskiej Pretwiczów, Szarawka stała się własnością Dulskich. Postacią najbardziej znaną z tego rodu był Jan Dulski (zm. 1590), kasztelan chełmiński, podskarbi koronny. Ostatecznie Dulscy osiedli w Galicji. 
W okresie konfederacji barskiej przebiegał tędy jeden z szańców konfederackich w kierunku Szarogrodu.
Pod rozbiorami siedziba gminy Szarawka w powiecie proskurowskim guberni podolskiej.

## Etnografia
Wieś jest polską enklawą, kultywująca kulturę polską od momentu zamieszkania tego terytorium przez Mazurów w XVI w., które to zostały przesiedlone tu po zniszczeniu Podola przez Tatarów.
Dowodem zamieszkania tej wsi przez ludność polskiej narodowości służą liczne źródła historyczne - pisemne i nie pisemne, wśród nich i wspomnienia o Płoskirowie Andrejewa P. z 1897. „Plaskirów (obecnie Chmielnicki) został zniszczony przez Tatarów w XVII w. i dla zaludnienia tej miejscowości zostali powołane Polacy z województwa mazowieckiego, które to mieszkają i do dziś znane jako „mazury” (ukr. мазурі) w samym mieście tak i wokół niego we wsiach Szarawka, Maćkowce, Greczany.”

## Zamek, rezydencja
- w fortalicjum rezydowali Pretwiczowie (Pretwitz) herbu Wczele, pochodzący ze Śląska i pierwsi Dulscy[4], którzy na przełomie XVIII w. i XIX w. wybudowali rezydencję w stylu klasycystycznym[2]. Dwór z dwiema oficynami[4].